# 鈴華優子
鈴華優子（日语：鈴華 ゆう子；6月7日—）是一名出身於茨城縣的日本女歌手，目前擔任和樂器樂團主唱、華風月主唱及鋼琴手。

## 經歷
- 3歲開始學習鋼琴，5歲學習詩吟（日语：詩吟）和詩舞（日语：詩舞），畢業於東京音樂大學鋼琴系，在大學時期與同學組成樂團Asty便擔任了主唱（Asty已於2013年5月3日在渋谷舉行完演唱後停止活動）。2011年在哥倫比亞唱片所舉辦的全國群國吟詠コンクール青年部奪得第一名。[2]
- 2012年與尺八演奏者神永大輔，箏演奏者衣袋聖志共組華風月。
- 隔年以華風月為中心，與動畫網站NICONICO上的知名樂手分別是演奏三味線的蜷川べに，和太鼓黑流，鼓手山葵，吉他手町屋，貝斯手亞沙組成鈴華優子with和樂器樂團，之後鈴華優子以樂團主唱及領導者身分向團員傳達了想將和樂器推向流行樂的世界的想法獲得了團員的共鳴，2014年1月在渋谷Club Asia舉行了單獨公演，將樂團名稱正式確立為和樂器樂團。

## 個人
- 在老家茨城IBAKIRA TV主持節目“鈴華ゆう子のただいまIBARAKI”(該節目已於2015年3月底結束)
- 受家鄉邀請，2017年3月被任命為茨城大使，水戶大使
- 2022年8月21日，主唱鈴華優子公開宣布，與團員日本箏衣袋聖志早已在2020年3月就結婚（因為疫情關係，所以2020年當時未跟大家公開喜訊），女方鈴華優子也已懷孕。
- 2022年9月22日，主唱鈴華優子因身體狀況不佳，緊急入住加護病房治療中，院方醫生考量到她有身孕，宣布將從2022年9月24日起，缺席「Wagakki Band Vocaloid Zanmai 2 Big Concert」巡迴演唱會，之後的公開演出，將暫時由鈴華優子以外的其他團員繼續進行。
- 2022年11月24日，主唱鈴華優子在歷經了3個月的安胎期之後，順利的在醫院剖腹產下1女。

## 獲獎
- PIARA鋼琴比賽全國大會デュオE部門蕭邦獎
- 日本古倫美亞全國吟詠競賽青年部優勝
- 財團法人全國吟詠競賽日本地區大會青年部優勝
- IBS吟詠競賽決勝大會第5名(18歲～65歲部門）
- 財團法人全國吟詠競賽全國大會少年部門第5名
- 財團法人全国劍詩舞競賽東日本大會少年部門優勝

## 樂團/團體
活動中
- 華風月（日语：華風月）
- 和樂器樂團

停止活動中
- Asty
- ユウカリ

## 相關作品

### 和樂器樂團
- 專輯

|     | 發售日        | 名稱  |
| 1st | 2014年4月23日 |       |
| 2nd | 2015年9月2日  | [ 3 ] |
| 3rd | 2017年3月22日 |       |

- 影像單曲

|     | 發售日        | 名稱 |
| 1st | 2014年8月27日 |      |
| 2nd | 2015年2月25日 |      |
| 3rd | 2016年8月17日 |      |

- 影像作品

|     | 發售日         | 名稱 |
| 1st | 2014年11月26日 |      |

- 其他

|     | 發售日         | 名稱 |
| 1st | 2013年11月17日 |      |
| 2nd | 2015年4月26日  |      |

### 個人
- 迷你專輯

|     | 發售日         | 名稱               |
| 1st | 2016年11月23日 | CRADLE OF ETERNITY |

### 華風月
- 專輯

|     | 發售日        | 名稱 |
| 1st | 2013年5月19日 |      |
| 2nd | 2014年1月19日 |      |
| 3rd | 2014年6月18日 |      |

- 迷你專輯

|     | 發售日        | 名稱 |
| 1st | 2012年10月7日 |      |
| 2nd | 2013年4月23日 |      |

### Asty
- 迷你專輯

|     | 發售日         | 名稱 |
| 1st | 2010年5月15日  |      |
| 2nd | 2010年10月28日 |      |
| 3rd | 2012年4月28日  |      |

- 其他

|     | 發售日       | 名稱 |
| 1st | 2011年7月8日 |      |

### YUUKARI
|     | 發售日         | 名稱 |
| 1st | 2012年10月25日 |      |

### 其他
|     | 發售日         | 名稱 |
| 1st | 2012年11月21日 |      |
| 2nd | 2014年7月8日   |      |
| 3rd | 2015年7月9日   |      |

## 外部連結
- 官方网站
- YouTube上的鈴華優子頻道
- Spotify上的CRADLE OF ETERNITY （页面存档备份，存于）
- 鈴華優子的Ameba部落格（日語）
- 鈴華優子 - 愛貝克思官方網站avex taiwan inc. （页面存档备份，存于）（繁體中文）
- 鈴華優子的X（前Twitter）
- 鈴華優子的Facebook專頁
- 鈴華優子的Instagram帳戶